# گوگل فای

گوگل فای

گوگل فای (به انگلیسی: Google Fi) بانام قبلی پروژه گوگل یک سرویس ارتباطی MVNO توسط گوگل است که با استفاده از شبکه‌های تلفن همراه و Wi-Fi، تماس‌های تلفنی، پیامکی و باند پهن موبایل را ارائه می‌دهد. گوگل فای از شبکه‌هایی استفاده می‌کند که توسط Sprint ,T-Mobile و Cellular ایالات متحده اداره می‌شوند. گوگل فای سرویس اواخر سال ۲۰۱۹ فقط برای ساکنان ایالات متحده است.